# Elaea infumata
Elaea infumata es una especie de mantis de la familia Mantidae.

## Distribución geográfica
Se encuentra en Kenia.